# تشاك رايت
تشاك رايت (بالإنجليزية: Chuck Wright)‏ هو سياسي أمريكي، ولد في 17 أغسطس 1919 في توبيكا في الولايات المتحدة، وتوفي في 27 ديسمبر 2016. حزبياً، نشط في الحزب الجمهوري.